# Šimanovci
Šimanovci (cyr. Шимановци) – wieś w Serbii, w Wojwodinie, w okręgu sremskim, w gminie Pećinci. W 2011 roku liczyła 3053 mieszkańców.